# Condado de Talhara
El Condado de Talhara es un título nobiliario español creado por el rey Felipe IV en 1636 a favor de
Juan Alonso de Guzmán y Fuentes, hijo de Juan Claros de Guzmán y Fuentes y de Francisca de Fuentes y Guzmán, II marquesa de Fuentes, y nieto del VII duque de Medina Sidonia. Su nombre se refiere a la villa despoblada de Castilleja de Talhara, que estuvo situada en el municipio andaluz de Benacazón, en la provincia de Sevilla.

## Condes de Talhara
- Juan Alonso de Guzmán y Fuentes (m. circa|ca. 1696), I conde de Talhara y III marqués de Fuentes.[1]
- José Francisco Fernández de Córdoba, II conde de Talhara, sobrino nieto del anterior,[1] también fue III conde de Torralva y IV marqués de Fuentes.[2]
- José Francisco Fernández de Córdoba, III conde de Talhara.
- Manuel Fernández de Córdoba y Chaves, IV conde de Talhara.
- Manuela Fernández de Córdoba Mendoza y Pimentel, V condesa de Talhara  y V condesa de Torralva).
- María de los Ángeles Fernández de Córdoba, VI condesa de Talhara.
- Fernando Rafael Cabrera y Pérez de Saavedra-Narváez, VII conde de Talhara, casado con María del Carmen Bernuy y Aguayo, sucedió su hijo[3]
- Juan Bautista Cabrera y Bernuy, VIII conde de Talhara, esposo de Carmen Pérez de Barradas, sin sucesión.[3]
- María Asunción Cabrera y Trillo-Figueroa, IX condesa de Talhara.
- Eduardo Cabrera y Muñoz, X conde de Talhara[4] y XIII marqués de Villaseca).